# From the Shadows (film, 1915)
Pour plus de détails, voir Fiche technique et Distribution.
From the Shadows est un film muet américain réalisé par Frank Lloyd et sorti en 1915.

## Fiche technique
- Titre : From the Shadows
- Réalisation : Frank Lloyd
- Scénario : Bennett Cohen, Frank Lloyd
- Production : Carl Laemmle pour Universal Film Manufacturing Company
- Genre : Film dramatique
- Date de sortie : 
  - États-Unis : 9 juin 1915

## Distribution
- Marc Robbins : Ferris Sims
- Helen Leslie : Helen
- Millard K. Wilson : Vincent
- Frank Lloyd : Spider Davis
- Gretchen Lederer : Flo Summers